# Флаг Паханга
Флаг Паханга (малайск. bendera Negeri Pahang) — официальный символ штата Паханг в составе Малайзии.
Флаг представляет собой прямоугольное полотнище, состоящее из двух горизонтальных равновеликих полос: верхней — белой, и нижней — чёрной. Отношение длины флага к его ширине — 1:2.

## Символика
Чёрный цвет символизирует величие казначея (малайск. Bendahara), напоминая о том, что в прошлом правителями Паханга были казначеи.
Белый символизирует правителя — раджу (малайск. Raja).
Сочетание чёрного и белого означает, что Паханг является государство со своим суверенитетом и государственностью. Это также подразумевает, что государство имеет привилегии, законы, обычаи, традиции, этику суверенного государства и конкретные полномочия, доступные для раджи
А.Знамиеровский приводит следующее обоснование символики: белая полоса символизирует правителя, чья власть зависит от народа. Так как белый можно перекрасить в любой другой цвет, так и правитель должен гибко отвечать пожеланиям народа. Чёрная полоса символизирует народ, чьи права не должны быть попраны правителем.

## Исторические флаги
Флагом британского резидента в Паханге было бело-чёрное полотнище с двумя косицами (с вырезом в виде ласточкина хвоста) в свободном крае флага.
Гюйсом Паханга до 1942 года было прямоугольное полотнище, состоящее из двух чёрных (у древкового и у свободного краёв) и двух белых (у нижнего и у верхнего краёв) треугольников

Флаг британского резидента
Гюйс